# Campionati del mondo di corsa campestre 1988
Il XVI Campionato mondiale di corsa campestre si è disputato a Auckland, in Nuova Zelanda, il 26 marzo 1988 all'Ellerslie Racecourse. Vi hanno preso parte 441 atleti in rappresentanza di 41 nazioni. Il titolo maschile è stato vinto da John Ngugi mentre quello femminile da Ingrid Kristiansen.

## Nazioni partecipanti
Qui sotto sono elencate le nazioni che hanno partecipato a questi campionati (tra parentesi il numero degli atleti per ciascuna nazione):
- Algeria (13)
- Antigua e Barbuda (2)
- Argentina (7)
- Australia (20)
- Austria (1)
- Belgio (10)
- Brasile (11)
- Canada (19)
- Cina (6)
- Danimarca (10)
- Repubblica Popolare Democratica d'Etiopia (14)
- Figi (16)
- Finlandia (10)
- Francia (15)

- Germania Ovest (11)
- Giappone (20)
- Gran Bretagna (21)
- Hong Kong (6)
- India (14)
- Irlanda (18)
- Israele (2)
- Italia (20)
- Kenya (21)
- Liechtenstein (1)
- Mauritius (3)
- Nepal (15)
- Norvegia (15)
- Nuova Zelanda (21)

- Polonia (2)
- Portogallo (16)
- Samoa Occ. (4)
- Spagna (21)
- Svezia (6)
- Svizzera (7)
- Stati Uniti (21)
- Taipei cinese (5)
- Ungheria (1)
- Unione Sovietica (6)
- Vanuatu (4)
- Zambia (4)
- Zimbabwe (2)

## Risultati
I risultati del campionato sono stati:

### Individuale (uomini seniores)
| Pos. | Atleta           | Nazione                                   | Tempo (m's") |
| ---- | ---------------- | ----------------------------------------- | ------------ |
|      | John Ngugi       | Kenya                                     | 34'32"       |
|      | Paul Kipkoech    | Kenya                                     | 34'54"       |
|      | Kipsubai Koskei  | Kenya                                     | 35'07"       |
| 4    | Boniface Merande | Kenya                                     | 35'22"       |
| 5    | Abebe Mekonnen   | Repubblica Popolare Democratica d'Etiopia | 35'25"       |
| 6    | Moses Tanui      | Kenya                                     | 35'25"       |
| 7    | Joseph Kiptum    | Kenya                                     | 35'46"       |
| 8    | Kip Rono         | Kenya                                     | 35'46"       |
| 9    | Some Muge        | Kenya                                     | 35'48"       |
| 10   | Haji Bulbula     | Repubblica Popolare Democratica d'Etiopia | 35'49"       |
| 11   | Paul Arpin       | Francia                                   | 35'51"       |
| 12   | Habte Negash     | Repubblica Popolare Democratica d'Etiopia | 35'54"       |

### Squadre (uomini seniores)
| John Ngugi       | 1    |
| Paul Kipkoech    | 2    |
| Kipsubai Koskei  | 3    |
| Boniface Merande | 4    |
| Moses Tanui      | 6    |
| Joseph Kiptum    | 7    |
| (Kip Rono)       | (8)  |
| (Some Muge)      | (9)  |
| (Daniel Mutai)   | (99) |

| Abebe Mekonnen           | 5    |
| Haji Bulbula             | 10   |
| Habte Negash             | 12   |
| Debebe Demisse           | 20   |
| Melese Feissa            | 23   |
| Chala Kelele             | 33   |
| (Tena Negere)            | (38) |
| (Wolde Silasse Melkessa) | (64) |
| (Bekele Debele)          | (83) |

| Paul Arpin           | 11    |
| Steve Tunstall       | 14    |
| Jean-Louis Prianon   | 17    |
| Joël Lucas           | 25    |
| Cyrille Laventure    | 30    |
| Bruno Levant         | 37    |
| (Thierry Pantel)     | (39)  |
| (Dominique Delattre) | (56)  |
| (Pierre Levisse)     | (146) |

- Nota: gli atleti tra parentesi non hanno concorso al punteggio totale della squadra

### Individuale (uomini under 20)
| Pos. | Atleta             | Nazione                                   | Tempo (m's") |
| ---- | ------------------ | ----------------------------------------- | ------------ |
|      | Wilfred Kirochi    | Kenya                                     | 23'25"       |
|      | Alfonce Muindi     | Kenya                                     | 23'39"       |
|      | Bedile Kibret      | Repubblica Popolare Democratica d'Etiopia | 23'41"       |
| 4    | Mathew Rono        | Kenya                                     | 23'51"       |
| 5    | Thomas Makini      | Kenya                                     | 23'54"       |
| 6    | William Koskei     | Kenya                                     | 24'03"       |
| 7    | Demeke Bekele      | Repubblica Popolare Democratica d'Etiopia | 24'17"       |
| 8    | Juan Abad          | Spagna                                    | 24'35"       |
| 9    | Noureddine Morceli | Algeria                                   | 24'45"       |
| 10   | Tadelle Abebe      | Repubblica Popolare Democratica d'Etiopia | 24'48"       |
| 11   | Zoltán Káldy       | Ungheria                                  | 24'52"       |
| 12   | Andrea Erni        | Svizzera                                  | 24'56"       |

†:L'atleta keniota Cosmas Ndeti è arrivato secondo con un tempo di 23'31" ma è stato successivamente squalificato.

### Squadre (uomini under 20)
| Wilfred Kirochi  | 1   |
| Alfonce Muindi   | 2   |
| Mathew Rono      | 4   |
| Thomas Makini    | 5   |
| (William Koskei) | (6) |

| Bedile Kibret  | 3    |
| Demeke Bekele  | 7    |
| Tadelle Abebe  | 10   |
| Lemi Erpassa   | 13   |
| (Tesfayi Dadi) | (17) |

| Juan Abad         | 8    |
| Fermín Cacho      | 15   |
| Mariano Campal    | 16   |
| Jesús Gálvez      | 22   |
| (Ricardo Castaño) | (41) |
| (David Pujolar)   | (53) |

- Nota: gli atleti tra parentesi non hanno concorso al punteggio totale della squadra

### Individuale (donne seniores)
| Pos. | Atleta             | Nazione          | Tempo (m's") |
| ---- | ------------------ | ---------------- | ------------ |
|      | Ingrid Kristiansen | Norvegia         | 19'04"       |
|      | Angela Tooby       | Gran Bretagna    | 19'23"       |
|      | Annette Sergent    | Francia          | 19'29"       |
| 4    | Lynn Jennings      | Stati Uniti      | 19'38"       |
| 5    | Albertina Machado  | Portogallo       | 19'38"       |
| 6    | Yelena Romanova    | Unione Sovietica | 19'41"       |
| 7    | Regina Chistyakova | Unione Sovietica | 19'41"       |
| 8    | Liève Slegers      | Belgio           | 19'44"       |
| 9    | Jill Hunter        | Gran Bretagna    | 19'46"       |
| 10   | Maria Curatolo     | Italia           | 19'46"       |
| 11   | Marie-Pierre Duros | Francia          | 19'49"       |
| 12   | Susan Sirma        | Kenya            | 19'50"       |

### Squadre (donne seniores)
| Yelena Romanova      | 6    |
| Regina Chistyakova   | 7    |
| Marina Rodchenkova   | 18   |
| Olga Bondarenko      | 20   |
| (Natalya Lagunkova)  | (39) |
| (Lyudmila Matveyeva) | (59) |

| Angela Tooby   | 2    |
| Jill Hunter    | 9    |
| Susan Tooby    | 16   |
| Fiona Truman   | 34   |
| (Sonia Vinall) | (48) |
| (Laura Wight)  | (84) |

| Annette Sergent     | 3    |
| Marie-Pierre Duros  | 11   |
| Patricia Demilly    | 28   |
| Rosario Murcia      | 30   |
| (Maria Lelut)       | (35) |
| (Christine Loiseau) | (75) |

- Nota: gli atleti tra parentesi non hanno concorso al punteggio totale della squadra

## Medagliere
Legenda
     Paese ospitante
| Posizione | Paese            | Oro | Argento | Bronzo | Totale |
| --------- | ---------------- | --- | ------- | ------ | ------ |
| 1         | Kenya            | 4   | 2       | 1      | 7      |
| 2         | Norvegia         | 1   | 0       | 0      | 1      |
| 2         | Unione Sovietica | 1   | 0       | 0      | 1      |
| 4         | Etiopia          | 0   | 2       | 1      | 3      |
| 5         | Gran Bretagna    | 0   | 2       | 0      | 2      |
| 6         | Francia          | 0   | 0       | 3      | 3      |
| 7         | Spagna           | 0   | 0       | 1      | 1      |
| Totale    | Totale           | 6   | 6       | 6      | 18     |